# Megacoelum beckeri
Megacoelum beckeri är en insektsart som först beskrevs av Franz Xaver Fieber 1870.  Megacoelum beckeri ingår i släktet Megacoelum, och familjen ängsskinnbaggar. Arten är reproducerande i Sverige.